# سرگئی آبراهامیان
سرگئی گیانجومی آبراهامیان (ارمنی: Սերգեյ Գյանջումի Աբրահամյան؛ انگلیسی: Sergey Gjandgumi Abrahamian؛ زادهٔ ۱۴ فوریهٔ ۱۹۲۵ - درگذشته ۳۰ مارس ۲۰۰۵) یک زبان‌شناس، لغت‌شناس، فرهنگ‌نویس، استاد و آکادمیسین اهل ارمنستان بود.

## زندگی‌نامه
در ۱۴ فوریهٔ ۱۹۲۵ در تومی به دنیا آمد و از دانشگاه دولتی ایروان (۱۹۵۳) فارغ‌التحصیل شد. وی عضو فرهنگستان ملی علوم ارمنستان بود. وی در انستیتو زبان (انستیتو زبان‌شناسی هراچیا آجاریان فرهنگستان ملی علوم ارمنستان)، انستیتو علوم پرورشی، دانشگاه دولتی وانادزور، دانشگاه دولتی شیراک و دانشگاه دولتی علوم پرورشی خاچاطور آبوویان ارمنستان فعالیت می‌کرد. وی همچنین برنده نشان جنگ میهنی درجه یک شده است. وی در ۳۰ مارس ۲۰۰۵ در سن ۸۰ سالگی در ایروان درگذشت.

## یادداشت
1. ↑  բանասիրական գիտությունների դոկտոր
2. ↑  ՀՀ ԳԱԱ Հրաչյա Աճառյանի անվան լեզվի ինստիտուտ
3. ↑  ՀՀ ԳԱԱ Հրաչյա Աճառյանի անվան լեզվի ինստիտուտ

## نگارخانه

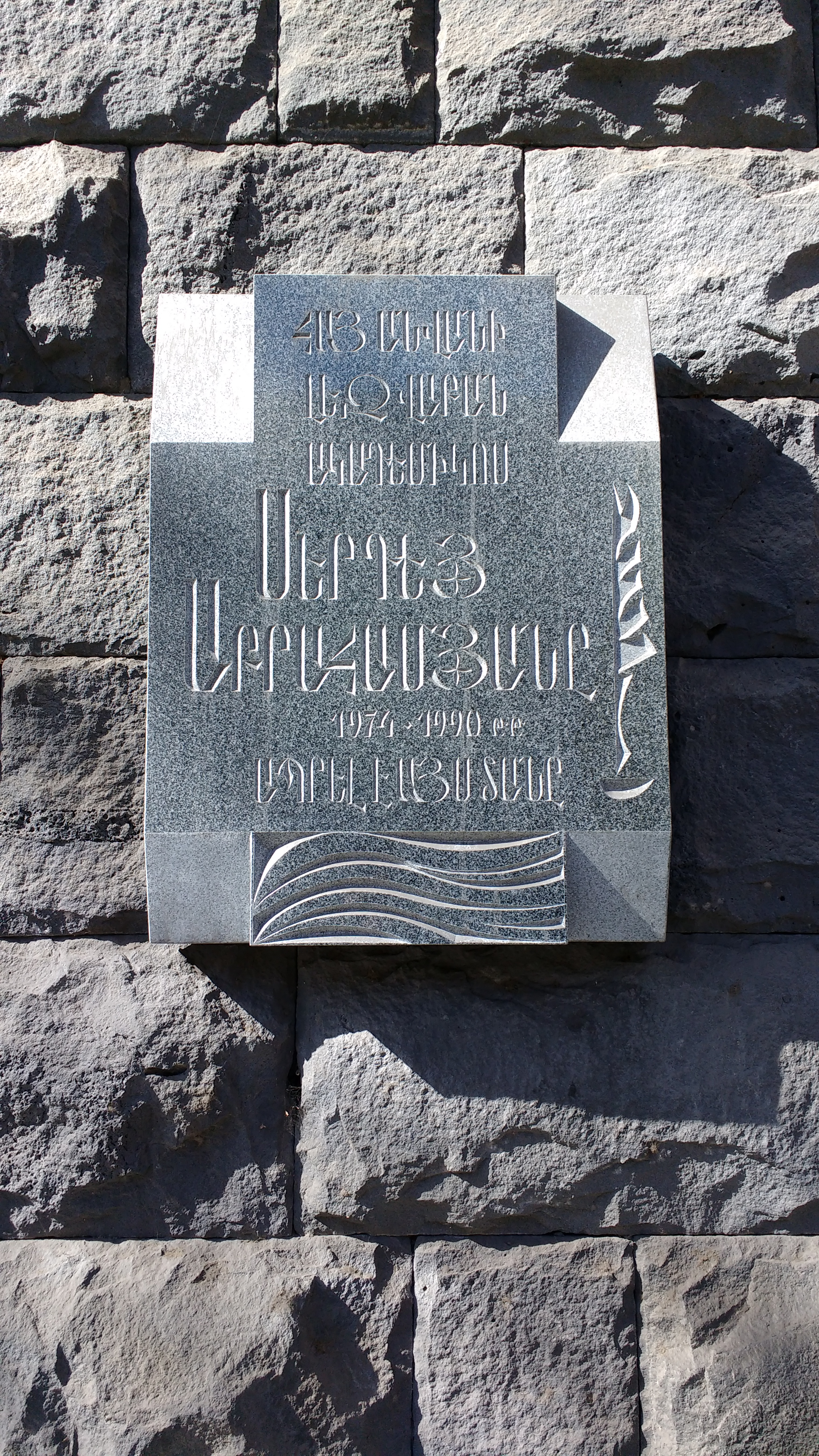
پلاک یادبود